# Gewone krabspin
De gewone krabspin (Xysticus cristatus) is een spin uit de familie van de krabspinnen (Thomisidae). De wetenschappelijke naam van de soort werd, als Araneus cristatus, in 1758 gepubliceerd door Carl Alexander Clerck.
Het vrouwtje wordt 6 tot 8 mm groot, het mannetje 3 tot 5 mm. Het kopborststuk draagt aan beide zijkanten een donkere streep. Aan de bovenzijde van het kopborststuk, in het overigens lichte veld tussen de laterale strepen, draagt de soort een karakteristieke grote, iets donkerder driehoek, die met de donkere tot zwarte punt naar achteren wijst. De mannetjes zijn over het algemeen donkerder dan de vrouwtjes. De spin leeft in open gebieden in het Palearctisch gebied.

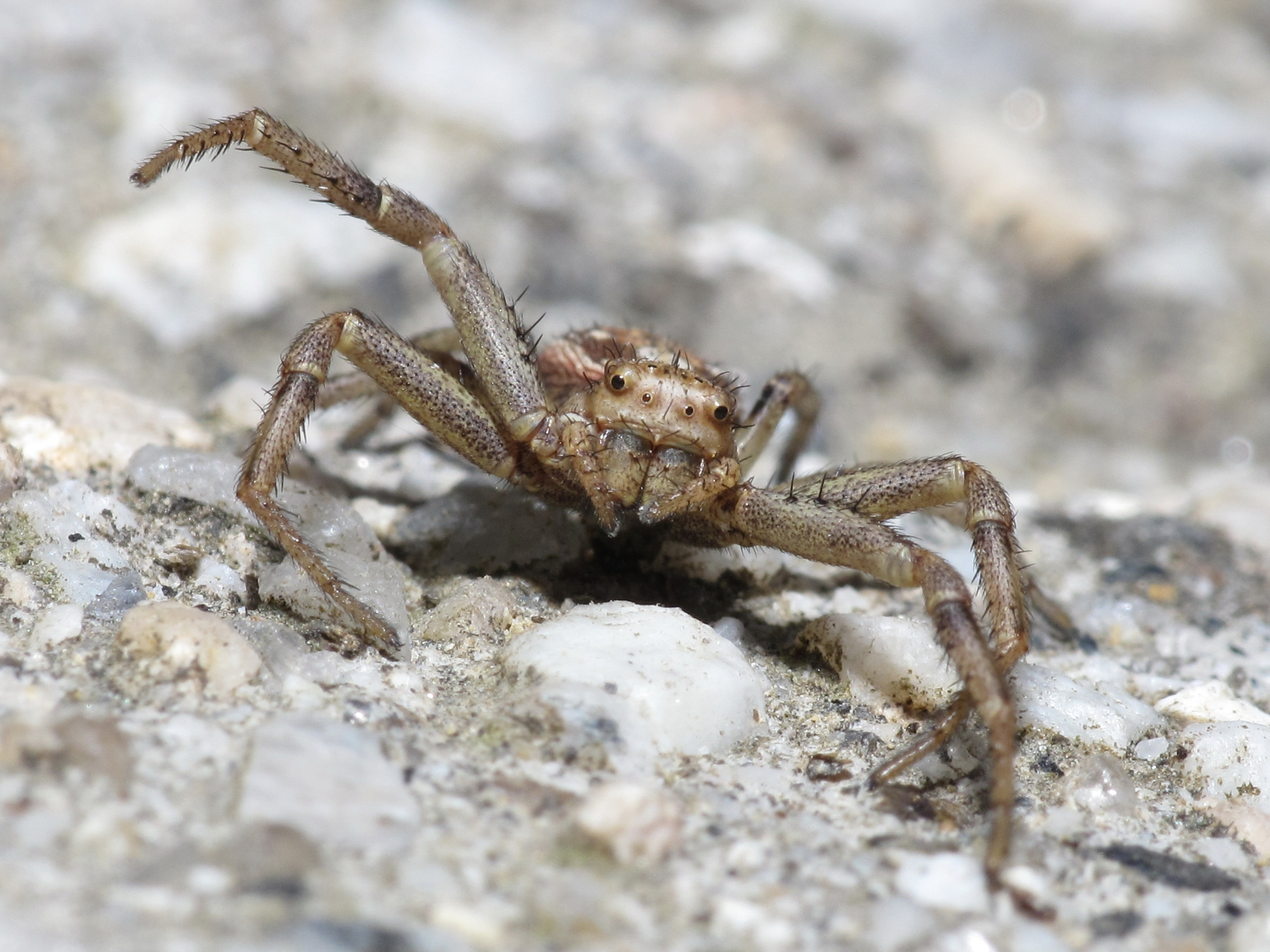